# リオ・リコ
リオ・リコ（スペイン語: Rio Rico）は、メキシコ・タマウリパス州のリオグランデ川南岸にある村である。1970年の米墨国境条約でアメリカからメキシコに割譲された。人口は267人（2010年国勢調査）

## 歴史

### リオグランデ川流路変更
1848年のグアダルーペ・イダルゴ条約により、この付近の米墨国境はリオグランデ川と定められた。なお、この付近は、リオグランデ川の最下流部に当たり、その流路には蛇行が幾つも見られる場所である。テキサス州のヒダルゴ郡に属する「ホーコン・トラクト（Horcon Tract）」と呼ばれたこの地域は、リオグランデ川がナスの実のような形状で南側に蛇行してメキシコ領に食い込んだ部分にあった。1906年、この土地に灌漑用ポンプ場を所有していたアメリカの「リオグランデ土地灌漑会社 (Rio Grande Land & Irrigation Co.)」は、洪水により川の流路が変わりポンプ設備が使えなくなるのを心配し、ナスのヘタの部分に相当する位置を開削して、リオグランデ川をショートカットさせた。このことにより、元々の流路で囲まれた 165 ヘクタール程の土地がリオグランデ川の南側に孤立した飛び地となった。
国際国境水利委員会はこれに対して、川の流路変更に伴う領土の割譲は、その変更が自然に生じた場合に限るという1884年のメキシコとの合意に反するという理由で提訴を行い、この会社は罰金 10,000 ドル以上と、国境線であることを明示するために元の流路に沿って標識を設置することを命じられた。しかしこの国境線標識の設置は実際には行われなかった。
そして、川に遮られて行くことのできなくなったホーコン・トラクトは人々から忘れ去られてしまった。

### 禁酒法時代の繁栄
1929年、アメリカ側とこの地を結ぶ吊り橋が完成し、現在のリオ・リコよりやや北側に町が形成された。国境の町として女、酒、ギャンブル等の娯楽施設が作られ賑わった。アル・カポネもこの町に出資し、しばしば訪れたといわれる。この時代、アメリカ領土である筈のホーコン・トラクトを思い出すものは既に皆無になっていた。

### 没落と洪水による移転再建
しかしながら、1933年に禁酒法が廃止された頃からこの町の没落が始まった。更に1941年のリオグランデ川の洪水で橋や護岸が流失してしまい、代替の橋は8キロメートル下流に作られることとなったため、この没落は決定的となった。
メキシコ当局は洪水の影響を少なくするためリオ・リコの町をやや南に再建した。この場所はまさにかつてのホーコン・トラクトそのものであったが、もはやアメリカから訪れる者はほとんど無く、アメリカ人からは再び忘れ去られた存在となった。

### 再発見、そして割譲へ
1967年、アリゾナ州立大学の地理学者であるジェームズ・ヒル（James Hill）によるホーコン・トラクトの履歴に関する発見は米墨両政府を驚かせた。紛れもないアメリカ領土でありながら、長年にわたりメキシコの完全な管轄権の下に置かれていたということに住民も驚いた。
1970年の米墨国境に関する条約でこのリオ・リコは正式にメキシコに割譲されることになり、1977年に完全実施された。割譲以前のこの地域は公式にはアメリカ領土だったことになり、ここで出生した（あるいはそう主張する）人々によるアメリカ市民権獲得の裁判が相次いで起こされ、最終的には家族を含めておよそ1,000人に市民権が認められた。